# Dicladosomella segmentata
Dicladosomella segmentata är en mångfotingart som beskrevs av Jeekel 1982. Dicladosomella segmentata ingår i släktet Dicladosomella och familjen orangeridubbelfotingar. Inga underarter finns listade i Catalogue of Life.